# The Conet Project
The Conet Project: Recordings of Shortwave Numbers Stations (deutsch Das Conet-Projekt: Aufnahmen von Kurzwellen-Zahlensendern) ist ein Dokumentationsprojekt von Zahlensendern weltweit. Das Projekt besteht aus fünf CDs, die von dem Experten für Clandestine-Stationen Akin Fernandez und Andre Fischer zusammengestellt wurde. Auf den CDs sind zahlreiche Sendungen unidentifizierter Kurzwellenstationen dokumentiert, die vermutlich zur Kommunikation mit Nachrichtendienst-Mitarbeitern ("Spione") im Ausland dienen.
Das Conet Project hat nicht nur in Fachkreisen Aufmerksamkeit erreicht, sondern inspirierte auch zahlreiche Musiker und Filmemacher, wie den Wilco-Frontman Jeff Tweedy, Boards of Canada, The Besnard Lakes, Devendra Banhart, den früheren Sänger der Band Faith No More Mike Patton, den Regisseur Cameron Crowe und andere.

## Name
Der Name des Projektes rührt von dem missverstandenen tschechischen Wort "konec" oder "Ende" her, das das Ende von tschechischen Ausstrahlungen dokumentierte. Auch wenn zahlreiche Stationen, die auch nach dem Kalten Krieg noch aktiv waren, dokumentiert wurden, konnte in den meisten Fällen Sinn und Zweck auch mit dem Conet Projekt nicht geklärt werden.